# Dallas (Oregón)
Dallas es una ciudad ubicada en el condado de Polk en el estado estadounidense de Oregón. En el año 2000 tenía una población de 12,459 habitantes y una densidad poblacional de 1,081 personas por km². Dallas es también la sede de condado del condado de Polk.

## Geografía
Dallas se encuentra ubicada en las coordenadas 44°55′16″N 123°18′59″O / 44.92111, -123.31639.

## Demografía
Según la Oficina del Censo en 2000 los ingresos medios por hogar en la localidad eran de $35,967 y los ingresos medios por familia eran $45,156. Los hombres tenían unos ingresos medios de $34,271 frente a los $22,941 para las mujeres. La renta per cápita para la localidad era de $16,734. Alrededor del 9.8% de la población estaban por debajo del umbral de pobreza.